# Зомби Marvel (мультсериал)
«Зо́мби Marvel» (англ. Marvel Zombies) — будущий американский анимационный мини-сериал, созданный Зебом Уэллсом для стримингового сервиса Disney+ и основанный на одноимённой серии комиксов издательства Marvel Comics. События мультсериала происходят в медиафраншизе «Кинематографическая вселенная Marvel» (КВМ), он раскрывает параллельную фильмам и сериалам франшизы вселенную, показанную в эпизоде «Что, если… зомби?!» мультсериала «Что, если…?» (2021). Производством «Зомби Marvel» занимается Marvel Studios; Главным сценаристом выступает Зеб Уэллс, а режиссёром — Брайан Эндрюс.
Студия Marvel впервые исследовала концепцию зомби в «Что, если… зомби?!». Официально о мультсериале «Зомби Marvel» и об участии Уэллса и Эндрюса было объявлено в ноябре 2021 года.
Премьера «Зомби Marvel» состоится 24 сентября 2025 года на Disney+. Мультсериал будет состоять из четырёх эпизодов.

## Сюжет
В продолжении событий эпизода «Что, если… зомби?!» мультсериала «Что, если…?», группа выживших должна сразиться с бывшими героями и злодеями, которые теперь превратились в зомби.

## Актёры и персонажи

### Люди
- Иман Веллани — Камала Хан / Мисс Марвел: супергероиня из Джерси-Сити, мутант и потомок джиннов[2]. Главная героиня мультсериала[3].
- Елена Белова / Чёрная вдова: профессиональная шпионка и убийца, обученная в Красной комнате. Названная сестра Наташи Романофф[2].
- Кэти: лучшая подруга Шан-Чи[2].
- Кейт Бишоп: профессиональная лучница, ученица и фанатка Клинта Бартона[2].
- Алексей Шостаков / Красный Страж: приёмный отец Наташи Романофф и Елены Беловой, суперсолдат и советский аналог Капитана Америки[2].
- Джимми Ву: агент ФБР[2].
- Торговец смертью: опытный воин организации «Десять колец»[2].
- Шан-Чи: мастер боевых искусств, друг Кэти и сын Венву, лидера «Десяти колец»[2].

### Зомби
- Клинт Бартон / Соколиный глаз: Мститель, профессиональный лучник и бывший агент Щ.И.Т.а, ставший зомби[2].
- Стив Роджерс / Капитан Америка: Мститель, суперсолдат и ветеран Второй мировой войны, ставший зомби[2].
- Эмиль Блонски / Мерзость: бывший офицер Королевской морской пехоты Великобритании, мутировавший в существо, похожее на Халка, и ставший зомби[2].
- Эйва Старр / Призрак: девушка с молекулярной нестабильностью, ставшая зомби[2].
- Ванда Максимофф / Алая Ведьма: бывший мститель с телепатическими способностями, владеющая магией хаоса и ставшая зомби[2].
- Кэрол Дэнверс / Капитан Марвел: бывший пилот ВВС США, получившая космические силы от Тессеракта, ставшая зомби[2].
- Окойе: генерал и лидер Дора Миладже в Ваканде, ставшая зомби[2].
- Икарис: тактический лидер и сильнейший из Вечных, ставший зомби[2].

## Производство

### Разработка
В июне 2021 года Marvel Studios разрабатывала по меньшей мере ещё три анимационных проекта в дополнение к мультсериалу «Что, если…?» на Disney+. Все эти проекты находились на разных стадиях разработки и могли бы появиться на стриминг-сервисе не раньше 2023 года. Мультсериал «Зомби Marvel» по мотивам одноимённой серии комиксов был официально анонсирован в ноябре 2021 года: Брайан Эндрюс вернётся к режиссуре из проекта «Что, если…?», а Зеб Уэллс выступит главным сценаристом и исполнительным продюсером. Действие мультсериала развернётся в реальности, впервые представленной в пятом эпизоде проекта «Что, если…?», «Что, если… зомби?!», однако «Зомби Marvel» «рассмотрит эту вселенную с другой точки зрения». Брэд Уиндербаум выступает одним из исполнительных продюсеров.
В октябре 2022 года Зеб Уэллс объявил, что «Зомби Marvel» будет состоять из четырёх эпизодов.

### Кастинг
В июле 2022 года было подтверждено, что в мультсериале будут представлены альтернативные версии персонажей из медиафраншизы «Кинематографическая вселенная Marvel» (КВМ), включая Елену Белову / Чёрную вдову, Кэти, Кейт Бишоп, Алексея Шостакова / Красного Стража, Джимми Ву, Торговца смертью, Шан-Чи, Камалу Хан / Мисс Марвел и Икариса. Среди зомби — Клинт Бартон / Соколиный глаз, Стив Роджерс / Капитан Америка, Эмиль Блонски / Мерзость, Эйва Старр / Призрак, Ванда Максимофф / Алая Ведьма, Кэрол Дэнверс / Капитан Марвел и Окойе.

## Список эпизодов
| № | Название | Режиссёр      | Автор сценария | Дата премьеры    |
| - | -------- | ------------- | -------------- | ---------------- |
| 1 | TBA      | Брайан Эндрюс | Зеб Уэллс      | 24 сентября 2025 |
| 2 | TBA      | Брайан Эндрюс | Зеб Уэллс      | 24 сентября 2025 |
| 3 | TBA      | Брайан Эндрюс | Зеб Уэллс      | 24 сентября 2025 |
| 4 | TBA      | Брайан Эндрюс | Зеб Уэллс      | 24 сентября 2025 |

## Премьера
«Зомби Marvel» выйдет 24 сентября 2025 года на стриминговом сервисе Disney+ и будет состоять из четырёх эпизодов.